# Rocourt (Vosges)
Rocourt foi uma antiga comuna francesa na região administrativa de Grande Leste, no departamento de Vosges. Estendia-se por uma área de 1,86 km². 
Em 1 de janeiro de 2017, foi incorporada a nova comuna de Tollaincourt.